# Craig Wood
Craig Wood (Sydney, ...) è un montatore australiano che lavora negli Stati Uniti.
È noto per i suoi lavori in La maledizione della prima luna nel 2003, Pirati dei Caraibi - La maledizione del forziere fantasma nel 2006, Pirati dei Caraibi - Ai confini del mondo nel 2007, Guardiani della Galassia nel 2014 e Guardiani della Galassia Vol. 2 nel 2017.

## Filmografia parziale
- Spirits of the Air, Gremlins of the Clouds, regia di Alex Proyas (1989)
- Secrets of the City, regia di Cathy Linsley (1994)
- Ironbound, regia di Mitchell Walker (1994)
- Book of Dreams - Dream 3: Welcome To Carterland, regia di Alex Proyas (1994)
- Bjork: Vessel, regia di Stephane Sednaoui (1994)
- The Ritual, regia di Gore Verbinski (1996)
- Pig, regia di Francine McDougall (1996)
- Un topolino sotto sfratto, regia di Gore Verbinski (1997)
- Piovuta dal cielo, regia di Bronwen Hughes (1999)
- The Mexican - Amore senza la sicura, regia di Gore Verbinski (2001)
- The Ring, regia di Gore Verbinski (2002)
- Fuga da Seattle, regia di James Cox (2002)
- La maledizione della prima luna, regia di Gore Verbinski (2003)
- The Weather Man - L'uomo delle previsioni, regia di Gore Verbinski (2005)
- Pirati dei Caraibi - La maledizione del forziere fantasma, regia di Gore Verbinski (2006)
- Pirati dei Caraibi - Ai confini del mondo, regia di Gore Verbinski (2007)
- The Burning Plain - Il confine della solitudine, regia di Guillermo Arriaga (2008)
- El Pozo, regia di Guillermo Arriaga (2010)
- Rango, regia di Gore Verbinski (2011)
- The Lone Ranger, regia di Gore Verbinski (2013)
- Guardiani della Galassia (Guardians of the Galaxy), regia di James Gunn (2014)
- Cut Bank, regia di Matt Shakman (2014)
- Tomorrowland - Il mondo di domani, regia di Brad Bird (2015)
- The Great Wall, regia di Zhāng Yìmóu (2016)
- Guardiani della Galassia Vol. 2 (Guardians of the Galaxy Vol. 2), regia di James Gunn (2017)
- Ant-Man and the Wasp, regia di Peyton Reed (2018)
- Maleficent - Signora del male, regia di Joachim Rønning (2019)
- Eternals, regia di Chloé Zhao (2021)
- Kraven - Il cacciatore (Kraven the Hunter), regia di J. C. Chandor (2024)